# Coenobita clypeatus
Coenobita clypeatus é uma espécie de bernardo-eremita terrestre do gênero Coenobita, família Coenobitidae e um parente distante do caranguejo-dos-coqueiros. É encontrado em ilhas da região do Caribe, Bermudas, Flórida e Venezuela. Também é mantido pelas pessoas como mascote em alguns países. Podem viver até 35 anos em cativeiro.
Esses animais possuem dieta onívora e alimentam-se de plantas e animais mortos. Eles vivem em grupos de até 100 indivíduos e podem ser encontrados em áreas escuras e húmidas das selvas.

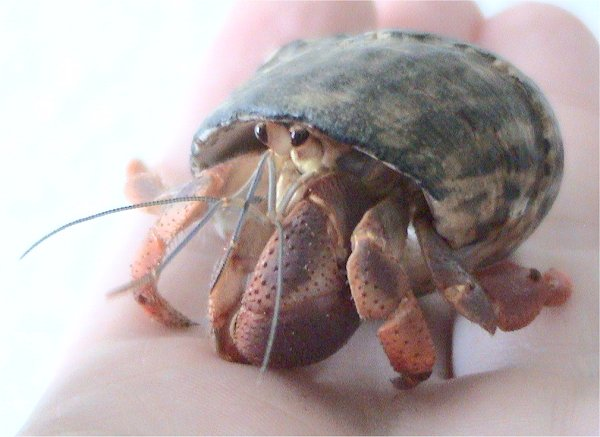
Coenobita clypeatus

Apesar de serem terrestres, esses caranguejos respiram através de brânquias modificadas que podem retirar o oxigênio do ar. Como qualquer bernardo-eremita, esta espécie usa como proteção a concha de um caracol abandonada. Neste caso a concha pode vir tanto de um caracol terrestre quanto marinho. A medida que cresce, ele precisa trocar constantemente de concha. Como qualquer artrópode, esse crustáceo também possui um exoesqueleto próprio, que precisa ser trocado durante o crescimento, num processo chamado ecdise.